# Iakovlevo (Tula)
|  | Per a altres significats, vegeu «Iakovlevo». |

Iakovlevo (en rus: Яковлево) és un poble de l'óblast de Tula, a Rússia, segons el cens del 2010 tenia 254 habitants.